# Jacob Johan Tersmeden (generaladjutant)
Jacob Johan Tersmeden, född 5 oktober 1785, död 28 november 1858 på Hinseberg, var en svensk militär, kammarherre och generaladjutant.

## Biografi
Jacob Johan Tersmeden var son till brukspatronen Jacob Niclas Tersmeden och Hedvig Wegelin, samt sonson till Jacob Tersmeden den yngre och Magdalena Elisabeth Söderhielm. Tersmeden blev fanjunkare vid Lätta livdragonregementet, därefter kornett och löjtnant. Sedermera blev han stabsryttmästare år 1814 och överstelöjtnant 1815 vid livregementets husarkår 1816. 
Tersmeden var kammarherre hos kronprinsen. 
Tersmeden gifte sig 1823 på Rånäs bruk med stiftsjungfrun och friherrinnan Henriette Jeannette Augusta Adelswärd. I äktenskapet föddes flera barn. Dottern Hedvig Tersmeden gifte sig med greve Samuel August Sandels och blev därigenom anmoder till flera kungligheter. Däribland märks prinsessan Augusta av Eulenburg, vars man var inblandad i den uppmärksammade Eulenburgprocessen, kronprinsessan Sophie av Liechtenstein och arvprinsen Joseph Wenzel av Liechtenstein.